# Tamsin Sear
Tamsin Sear, connue également sous le nom de Tammy Sear (née le 22 janvier 1977 à Oxford en Angleterre), est une patineuse artistique britannique. Elle est championne de Grande-Bretagne en 2000.

## Biographie

### Carrière sportive
Tamsin Sear est montée quatre fois sur le podium des championnats de Grande-Bretagne entre 1998 et 2001. C'est en 2000 qu'elle monte sur la plus haute marche et qu'elle est sélectionnée par la fédération britannique pour participer aux championnats d'Europe de janvier 2000 à Vienne (23e) et aux championnats du monde de mars 2000 à Nice (37e).
Elle quitte le patinage amateur en 2002 après sa 4e place des championnats britanniques.

## Palmarès
| Compétition/Saison              | 1998 | 1999 | 2000 | 2001 | 2002 |  |  |  |  |  |  |  |  |  |
| Jeux olympiques d'hiver         |      |      |      |      |      |  |  |  |  |  |  |  |  |  |
| Championnats du monde           |      |      | 37e  |      |      |  |  |  |  |  |  |  |  |  |
| Championnats d'Europe           |      |      | 23e  |      |      |  |  |  |  |  |  |  |  |  |
| Championnats de Grande-Bretagne | 3e   | 2e   | 1re  | 3e   | 4e   |  |  |  |  |  |  |  |  |  |
|                                 |      |      |      |      |      |  |  |  |  |  |  |  |  |  |